# Tatort: Rückfällig
Rückfällig ist eine Folge der Fernsehkrimireihe Tatort aus dem Jahr 1995. Der Film wurde vom Schweizer Fernsehen unter der Regie von Daniel Helfer produziert und ist die sechste vom Schweizer Fernsehen produzierte Tatort-Folge. Es handelt sich um die Tatort-Folge 311; sie wurde am 5. Juni 1995 erstmals ausgestrahlt.
Philipp von Burg (László I. Kish) klärt eine Mordserie an jungen Frauen auf.

## Handlung
Ein junges Mädchen wird im Flussbad Marzili tot aufgefunden, der anwesende Manuel Bossert, der am gleichen Ort vor sechs Jahren ebenfalls ein Mädchen getötet haben soll und daraufhin jahrelang in der Psychiatrie einsass, flüchtet. Seine Psychiaterin Loredana Castelli, die zufällig als Badegast zugegen ist, schliesst seine Täterschaft gegenüber von Burg aus, Gertsch, der in dem Fall Bossert vor sechs Jahren involviert war, sieht jedoch die Täterschaft Manuels bereits als erwiesen an. Manuel sucht seine Mutter Lydia, die den Kontakt mit ihm damals abgebrochen hatte, auf, beteuert seine Unschuld und bittet sie um Hilfe, doch ihr neuer Mann Jo Andermatt geht dazwischen und schickt Manuel, den er für schuldig hält, fort, die Polizei verständigt er aber nicht. Der Toten Sonja Bürkli wurde das Genick gebrochen, postmortal wurde ihr ein Kreuz in die Brust eingeritzt. Von Burg findet unterdessen heraus, dass damals nicht erwiesen wurde, ob Manuel das Mädchen absichtlich tötete oder es ein Unfall war, das Mädchen hatte seinerzeit freiwillig mit Manuel Geschlechtsverkehr und ihn wegen seiner Ungeschicklichkeit ausgelacht, ob sie anschliessend gestürzt oder von Manuel geschubst wurde, konnte nie zweifelsfrei geklärt werden. Manuel wird in der Nacht festgenommen, unter Druck legt er ein Teilgeständnis ab, muss aber aufgrund der Verhörumstände und der dünnen Beweislage auf freien Fuss gesetzt werden.
Von Burg sieht sich im Marzili-Bad um und unterhält sich mit dem Betreiber Ralf Zehnder, dieser hatte seinerzeit die Leiche im ersten Todesfall gefunden, er ist von Manuels Schuld als Wiederholungstäter überzeugt. Bei der Obduktion wurde Sperma auf dem Opfer Sonja Bürkli gefunden, es ist nicht das von Manuel. Von Burg vermutet einen Serientäter, der auch andere vermisste Frauen aus der Region ermordet haben könnte, unterdessen lebt Manuel bei seiner Mutter, als sein Stiefvater ihm Geld geben und ihn wegschicken will, reagiert Manuel aggressiv, verschwindet aber schließlich. Von Burg erstellt mit Loredana Castelli ein Täterprofil, es muss sich um einen Einzelgänger handeln, der zu normaler Sexualität nicht fähig ist. Er „rächt“ sich offenbar an dunkelblonden jungen Frauen für ein Trauma aus seiner Kindheit, offenbar gab es in seinem Umfeld eine dominante weibliche Person. Manuel wird unterdessen attackiert und schwer verletzt ins Krankenhaus eingeliefert, er liegt im Koma, offensichtlich kannte er den Täter. Von Burg verdächtigt Zehnder, doch dessen Schwester Valerie, mit der Zehnder zusammenlebt, gibt ihm ein Alibi. Zehnder fällt die dominante Art Valeries auf, dies bringt ihn auf die Idee, dass er der Täter sowohl bezüglich Manuel als auch der Frauenmorde ist. Von Burg und Loredana fassen einen Plan, wie sie Zehnder eine Falle stellen und überführen können.
Von Burg lässt seinen Assistenten Gertsch sämtliche Entsorgungsbetriebe nach den kürzlich entsorgten Turnschuhen  Zehnders durchsuchen, da er an diesen Gewebereste der Leiche sowie Salzsäurereste vermutet, da Zehnder durch das Freibad Zugang zu Chemikalien hatte und die Opfer darin aufgelöst haben könnte.  Loredana ermittelt derweil auf eigene Faust, indem sie sich unter einem Vorwand abends Zutritt zum Marzili-Bad verschafft und dort nach Beweisen sucht, sie wird allerdings von Zehnder ertappt. Valerie Zehnder übergibt von Burg einen Brief von ihrem Bruder, in diesem gesteht er und kündigt seinen Freitod an, unterdessen erzählt Zehnder Loredana, dass er mit seiner Schwester ein Verhältnis hatte, allerdings war diese nach einem Verkehrsunfall, bei dem sie querschnittsgelähmt blieb, zu keinem Geschlechtsverkehr mehr fähig. Die anderen jungen Frauen seien für ihn in ihrer leichten Bekleidung Flittchen gewesen, die es nicht besser verdient hätten. Da ihm Loredana seine „Spielchen“ vermiest habe, müsse sie nun sterben. Während Loredana versucht, vor Zehnder zu fliehen, treffen von Burg und Gertsch beim Marzili-Bad ein, dort treffen sie ein weiteres junges Mädchen an, das mit Zehnder verabredet war und können diese somit vor dem Schicksal der anderen Mädchen bewahren. Während von Burg Loredanas Fahrrad vor dem Bad entdeckt, kann Zehnder Loredana finden, er lässt Wasser in ihr Versteck ein, um sie zu ertränken. Von Burg und Gertsch können Loredana im letzten Moment befreien, während Zehnder sich selbst tötet. Der rehabilitierte Manuel wird von seiner Mutter zu sich und ihrem Mann geholt, Andermatt gesteht von Burg, dass er seinen Stiefsohn zusammengeschlagen habe, weil er ihn für den Täter gehalten hatte, doch von Burg lässt die Tat auf sich beruhen.

## Hintergrund und Einschaltquote
Für Detektivwachtmeister Philipp von Burg (László I. Kish) ist es der dritte Fall, für seinen Assistenten Markus Gertsch (Ernst C. Sigrist) der vierte.
Die Erstausstrahlung von Rückfällig erfolgte am 5. Juni 1995, der Film wurde in Bern und Umgebung gedreht, bei dieser konnte die Folge 7,78 Millionen Zuschauer binden, was einer Quote von 26,0 % entspricht.

### Kritik
Die Kritiker der Fernsehzeitschrift TV Spielfilm beurteilen diesen Tatort mittelmässig und kritisierten: „Schwer durchschaubares Geschehen“.